# Neopets
Neopets — сайт виртуальных питомцев, основанный в 1999 году Адамом Пауэллом и Донной Уильямс. Сайт предоставляет пользователю возможность завести виртуальных питомцев, а также взаимодействовать с другими пользователями с помощью личной коммуникации, публичных форумов, торговли, а также участвуя в совместных играх. Местом обитания питомцев является вымышленный мир Неопия (англ. Neopia).
Сайт быстро набрал популярность и к 2002 году насчитывал 32 миллиона пользователей. На 2020 год на сайте более 190 миллионов пользователей. На пике своей популярности сайт пользовался наибольшим успехом у детской аудитории. В 2005 году был приобретён американской компанией Viacom за 160 миллионов долларов, а в 2014 перепродан компании JumpStart, которая в свою очередь была куплена китайской компанией NetDragon в 2017 году.
С ростом популярности Neopets вышли за пределы интернет-сайта. Появились игрушки, одежда, еда, настольные игры и другая сопутствующая продукция. Начала развиваться медиафраншиза, включающая в себя компьютерные игры, фильмы и книги.
Сайт подвергался как положительной, так и отрицательной критике. Из положительных аспектов Neopets отмечались образовательные элементы, изучение игроками HTML для создания собственной страницы, а также обучение детей экономике через внутриигровую торговлю. Сайт критиковался за приучение детей к азартным играм, а также за продакт-плейсмент.